# Yrjö Uimonen
Yrjö Kalevi Uimonen (* 20. Februar 1932 in Jaakkima; † 11. Juni 1997 in Rovaniemi) war ein finnischer Eisschnellläufer.
Uimonen wurde in Jaakkima (heute in Russland Яккима Jakkima) im so genannten Ladoga-Karelien geboren. Er startete für den Schlittschuhverein Kuopion Luisteluseura in Kuopio und nahm von 1948 bis 1962 meist an nationalen Wettbewerben teil. Bei der Mehrkampfeuropameisterschaft 1955 in Falun errang er den 32. Platz im Großen Vierkampf. Im folgenden Jahr lief er bei seiner einzigen Teilnahme an Olympischen Winterspielen in Cortina d’Ampezzo auf den 13. Platz über 500 m. Seine beste Platzierung im Mehrkampf bei finnischen Meisterschaften erreichte er im Jahr 1955 mit dem dritten Platz. Zudem gewann er im Februar 1956 ein internationales Rennen in Klagenfurt über 500 m.

## Persönliche Bestleistungen
| Disziplin | Zeit        | Datum            | Ort         |
| --------- | ----------- | ---------------- | ----------- |
| 500 m     | 42,5 s      | 28. Januar 1956  | Misurinasee |
| 1000 m    | 1:37,7 min  | 19. Februar 1955 | Pieksämäki  |
| 1500 m    | 2:23,4 min  | 9. Februar 1957  | Helsinki    |
| 3000 m    | 5:06,4 min  | 12. März 1955    | Rovaniemi   |
| 5000 m    | 8:32,3 min  | 8. März 1957     | Pieksämäki  |
| 10.000 m  | 18:28,4 min | 2. März 1957     | Kuusankoski |